# Liste der Monuments historiques in Gomméville
Die Liste der Monuments historiques in Gomméville führt die Monuments historiques in der französischen Gemeinde Gomméville auf.

## Liste der Immobilien
| Bezeichnung       | Beschreibung                                         | Standort               | Kennzeichnung | Schutzstatus | Datum | Bild           |
| ----------------- | ---------------------------------------------------- | ---------------------- | ------------- | ------------ | ----- | -------------- |
| Kirche St-Antoine | ab dem 15. Jahrhundert; zugehörig das Friedhofskreuz | Rue de l’Eglise (Lage) | PA00112766    | Inscrit      | 1991  | weitere Bilder |

## Liste der Objekte
| Bezeichnung                                             | Beschreibung                                                         | Standort                        | Kennzeichnung | Schutzstatus | Datum | Bild |
| ------------------------------------------------------- | -------------------------------------------------------------------- | ------------------------------- | ------------- | ------------ | ----- | ---- |
| Zwei Skulpturen: Mater dolorosa und Johannes Evangelist | Teile einer Kreuzigungsgruppe; Holz, farbig gefasst, 16. Jahrhundert | in der Kirche St-Antoine (Lage) | PM21003583    | Inscrit      | 1976  |      |